# Tắc Sơn
Tắc Sơn (chữ Hán giản thể:稷山县, âm Hán Việt: Tắc Sơn huyện) là một huyện thuộc địa cấp thị Vận Thành, tỉnh Sơn Tây, Cộng hòa Nhân dân Trung Hoa. Huyện Tắc Sơn có diện tích 680 km², dân số năm 2003 là 330.000 người. Huyện Tắc Sơn có 6 trấn và 6 hương.
- Trấn: Thành Quan, Hóa Dục, Địch Điếm, Tây Xã, Dương Triệu, Thanh Hà.
- Hương: Thái Dương, Hạ Địch, Quản Thôn, Lộ Thôn, Tu Thiện, Thái Thôn.